# Zeller Staritzen
Die Zeller Staritzen ist ein Gebirgszug im Nordosten der Hochschwabgruppe im österreichischen Bundesland Steiermark.

## Begriffsbestimmung und Verortung
Die Zeller Staritzen hat ihren Namen nach der Gemeinde Mariazell und dem slawischen Wort starica, was „Greisin“ oder „alte Frau“ bedeutet. Nach der amtlichen Landschaftsgliederung der Steiermark gilt die Zeller Staritzen als eine Untergruppe der Hochschwabgruppe (in der dortigen Systematik Gebiet N.5), wurde aber wegen ihrer „Größe und klaren Begrenzung“ als Teilgebiet N.5a separat gekennzeichnet. Nach der Alpenvereinseinteilung der Ostalpen ist die Zeller Staritzen keine eigenständige Gebirgsgruppe.
Die genannte klare Begrenzung zum südwestlich anschließenden Hauptteil der Hochschwabgruppe (konkret zur Aflenzer Staritzen) bilden die Gräben Höll und Ramertal zwischen Weichselboden im Westen und Wegscheid im Osten. Von Weichselboden aus zieht sich die Vordere Höll etwa 2,5 km nach Süden, dann schwenkt der Graben in östliche Richtung um. Der 925 m hohe Seesteinsattel bildet die Grenze zur Hinteren Höll, an deren Ostende ein Sattel auf 1094 m am Kastenriegel den Übergang zum Ramertal ermöglicht. Bei Wegscheid öffnet sich das Ramertal zum Tal des Aschbachs, dessen Graben die Zeller Staritzen im Osten begrenzt. Die Begrenzung im Norden bildet das Tal der Salza. Die maximale Ausdehnung der Zeller Staritzen von der Vorderen Höll im Südwesten bis zum Aschbach kurz vor dessen Mündung in die Salza im Nordosten beträgt etwa 13 km. Mitunter wird der Gebirgszug in einen Ostteil Vordere Staritzen (höchste Erhebung Betbühel, 1503 m) und einen Westteil Hintere Staritzen (Zinken, 1619 m) unterteilt, dies findet in den offiziellen Kartenwerken jedoch keinen Niederschlag.

## Naturraum
Innerhalb der oben beschriebenen Umgrenzung bildet die Zeller Staritzen ein in sich geschlossenes, plateauartiges Gebirge. dessen einzelne Gipfel zueinander meist nur eine geringe Schartenhöhe aufweisen. Wie in der Hochschwabgruppe insgesamt dominieren auch hier Steinalmkalk und Wettersteinkalk bzw. Wettersteindolomit die geologischen Verhältnisse. Durch die Verkarstung dieser Gesteine ergibt sich eine inhomogene Oberfläche mit einer hoher Standortdiversität für unterschiedliche Pflanzengesellschaften.
Hinsichtlich der Vegetationsstufen befindet sich die Zeller Staritzen hauptsächlich in der montanen, zu einem geringeren Teil in der subalpinen Höhenstufe. Ohne menschliche Einflüsse wären die Berge fast vollständig von Wäldern bedeckt und nur 8 % der Fläche (Felsen, Schuttkegel...) waldfrei. In der subalpinen Stufe dominieren Fichten- bzw. Fichten-Lärchen-Wälder, in der hochmontanen Stufe darunter Fichten-Buchen-Tannen-Wälder. Diese Waldtypen bedecken insgesamt 74 % der Zeller Staritzen. Die verbliebenen 18 % der sind anthropogen entstandene Almweiden, die die zentralen Bereiche des Plateaus einnehmen. Knapp die Hälfte (49 % bzw. 212 ha) dieser Almen sind sogenannte Buckelweiden, ein Geländerelief, das durch jahrhundertelange intensive Beweidung in Verbindung mit Verkarstung entsteht.

Die Brunngrabenquelle in einer 1901 publizierten Aufnahme

Die Karstquellen der Zeller Staritzen sind für die Wasserversorgung der Stadt Wien von Bedeutung. Die 1919 gefassten Brunngrabenquellen am Nordostrand der Zeller Staritzen bilden den äußersten Punkt der II. Wiener Hochquellenleitung, aus der Vorderen Höll wird schon seit 1912 das Wasser der Höllbachquellen in diese Leitung eingespeist. Außerdem fließt seit 1988 Wasser aus der Pfannbauernquelle am Ostrand der Zeller Staritzen (Aschbachtal) in die I. Wiener Hochquellenleitung.